# Algermissen
Algermissen település Németországban, azon belül Alsó-Szászország tartományban. Lakosainak száma 8154 fő (2023. december 31.). Algermissen Laatzen, Sehnde, Sarstedt, Harsum és Hohenhameln községekkel határos.

## Népesség
A település népességének változása:
| Lakosok száma | 7738 | 7840 | 7864 | 7874 | 7989 | 8256 | 8154 |
|               | 2015 | 2016 | 2017 | 2019 | 2021 | 2022 | 2023 |